# Dūlemalāl
Dūlemalāl (persiska: دولملال, Dūleh Malāl) är en ort i Iran.   Den ligger i provinsen Gilan, i den nordvästra delen av landet, 270 km nordväst om huvudstaden Teheran. Dūlemalāl ligger 42 meter över havet och antalet invånare är 826.
Terrängen runt Dūlemalāl är platt åt nordost, men åt sydväst är den kuperad.Runt Dūlemalāl är det tätbefolkat, med 493 invånare per kvadratkilometer. Närmaste större samhälle är Māsāl, 1,8 km väster om Dūlemalāl. Trakten runt Dūlemalāl består till största delen av jordbruksmark.